# Анненки (Калузька область)
Анненки (рос. Анненки) — присілок в Ферзиковському районі Калузької області Російської Федерації.
Населення становить 8 осіб. Входить до складу муніципального утворення село Авчурино.

## Історія
Від 2004 року входить до складу муніципального утворення село Авчурино

## Населення
| 2002 | 2010 | 2011 |
| ---- | ---- | ---- |
| 3    | ↗6   | ↗8   |